# Trichoniscoides lagari
Trichoniscoides lagari är en kräftdjursart som beskrevs av Albert Vandel 1972A. Trichoniscoides lagari ingår i släktet Trichoniscoides och familjen Trichoniscidae. Inga underarter finns listade i Catalogue of Life.